# 西田麻衣
西田麻衣（日语：にしだ まい，1989年3月23日—）是日本京都府八幡市出生的寫真偶像、達人及女演員，所屬經紀公司為Space Craft。

## 外部連結
- 官方個人資料 （日語）
- 官方博客